# Absidiella sucinokotejai
Absidiella sucinokotejai is een keversoort uit de familie soldaatjes (Cantharidae). De wetenschappelijke naam van de soort werd in 1996 gepubliceerd door Kuska.